# مهرجان الحريد السياحي
مهرجان الحريد هو مهرجان سياحي يقام سنويا في جزر فرسان السعودية، وهو عبارة عن تجمع لأسماك الحريد (الأسماك الببغائية)، وتقام فعاليات المهرجان في جزيرة فرسان إحدى الجزر الواقعة في أرخبيل جزر فرسان في جنوب البحر الأحمر، التابعة إدارياً لمنطقة جازان جنوب غرب السعودية.

## التسمية
تعود تسمية المهرجان بالحريد إلى نوع من الأسماك المرجانية التي تشبه في شكلها الخارجي طيور الببغاء واسمها باللغة الإنجليزية (Parrot Fish)، وتعود التسمية العلمية للحريد (سمك الببغاء) وفقا لشكل الفم الخارجي، وتنوع الألوان التي يظهر بها هذا النوع من الأسماك، وتعتبر مناطق الحيد البحري (Coral Reefs) هي المناطق التي يعيش فيها الحريد ويتكاثر ويحصل على غذائه.

## البيئة
يعيش سمك الحريد عادة بين المرجان ويتغذى على براعم المرجان التي تحتوي على كمية كبيرة من الطحالب البحرية (المكون الحيوي الداخلي للمرجان)، (أشنيات) وتضم البحار و المحيطات أكثر من 90 نوعا من أنواع الحريد بأشكال مختلفة. 
يعيش الحريد في مجموعات تتجول في الحيد البحري، وتتكون عادة من ذكر مسيطر وعدد من الأنثيات، حيث لا يتردد الذكر في خوض معارك مستمرة من أجل الحفاظ على مجموعته، وفي حال موت الذكر تقوم إحدى الأنثيات في المجموعة بتغيير لونها، لتصبح كلون الذكر، وتمر بعدة مراحل خلال التحول!!
يعتبر الحريد من أجود أنواع الأسماك في البحر الأحمر، حيث يحتوي على كمية كبيرة من اللحم الأبيض، ويعتبر صيد الحريد في كل الأوقات عملية صعبة، لتواجده بين المرجان مما يعيق اصطياده بالشباك، بالإضافة إلى أنه من أشد المخلوقات حذرا حيث أنه وحين ينام في الليل ينسج حول جسمه شبكة رقيقة تشبه شبكة العنكبوت، تجعله يشعر بأي حركة تتم حوله وتمكنه من الهروب من اسماك القرش ذو النقطة البيضاء (White tip shark)، والذي ينشط في الليل لاصطياد الحريد وبعض أنواع الهامور في الحيد المرجاني.

## الوقت والزمان
يجتمع الحريد على شاطئ جزر فرسان في مجموعات ضخمة بعضها قد يزيد فيها عدد الأسماك عن 1000 سمكة في المجموعة الواحدة، ويكون كرات ضخمة فيما يشبه الانتحار الجماعي.
يحدث ذلك عادة في يوم واحد من السنة، في نهايات شهر مارس وأول شهر أبريل من كل عام، ويحتف أهل فرسان منذ القدم بهذا اليوم، وينشدون الأهازيج ويؤدون الرقصات الشعبية.
ويكتشف صيادو الجزيرة اقتراب موعد مجيء الحريد برائحة معروفة تنبعث من الشاطئ، بعد مغرب شمس اليوم الخامس عشر من الشهر القمري الذي يوافق نهاية مارس وبداية أبريل من كل عام، ويقول باحثون عن هذه الرائحة انها لبيض الشعاب المرجانية الملساء، حيث تطلق الشعاب المرجانية بيضها دفعة واحدة في ليلة من السنة. 
ويبدأ مهرجان الحريد (على العادة القديمة) قبل صلاة الفجر، حيث يتجه الفرسانيون بجمالهم ودوابهم إلى المنطقة السنوية لتجمع الحريد وبالتحديد (ساحل حصيص)، ويصعد الرجال إلى المناطق المرتفعة والتلال المحيطة بالساحل لمراقبة المياه، لرصد أي حركة على السطح تدل على وجود مجموعة من مجموعات الحريد. يسمي الفرسانيون مجموعة الحريد الواحدة (سواد) وجمعها (أسودة)، وبمجرد أن يلاحظ الفرسانيون السواد يتجه مجموعة من كبار الصيادين الذين تم اختيارهم مسبقا إلى البحر للقيام بعملية تجميع الحريد، فيما يظل الجميع على الشاطئ في وضع الاستعداد.

## الصيد
تبدأ عملية التجميع بأن يقوم الصيادون بلف الشباك (الأدوال كما يسميها الفرسانيون) حول مجموعات الحريد، ويقوم الحريد بالتكور حول نفسه والدوران بشكل مستمر دون أن يصطدم بالشباك في حركة دفاعية، ويستمر الصيادون بلف الشباك حتى يجمعوا معظم الأسودة (المجموعات). بعد ذلك يقومون بضم جميع المجموعات في مجموعة واحدة.
ثم يطلب كبير الصيادين من الشباب والأطفال تجميع شجيرات الكسب التي تنتشر في الشاطئ، ويتم عمل حاجز من تلك الشجيرات بارتفاع نصف متر بحد أقصى حول الحريد وسحب الشبك تدريجيا. فيما ينتظر بقية الصيادين انتهاء عملية التجميع ممسكين شباك صغيرة على شكل كيس...
وعند انتهاء التجميع وحصار الحريد في مجموعة واحدة ومحاطا بالكسب من كل جانب تتركز أنظار الجميع على البحر من جهة وعلى كبير الصيادين من جهة أخرى، ثم يصرخ كبير الصيادين بأعلى صوته بكلمة مشهورة ينتظرها المئات على الشاطئ قائلا: الضويني ومعناها (الهجوم)، 
وينطلق الناس جميعا صغارهم وكبارهم إلى البحر للحصول على أكبر كمية من الحريد، وتختلف الكمية من شخص لآخر، فهناك من يحصل على بضع سمكات 
وهناك من يحصل على كميات كبيرة، ويخصص المهرجان جائزة لمن يمسك بأكبر قدر من الأسماك.

## الفعاليات
تتنوع فعاليات المهرجان السياحية فهناك فعاليات الطيران الشراعي، وتأدية الرقصات الفرسانية القديمة والشعبية، أما قديماً فكان أهل فرسان يحتفلون بيوم الحريد في بيوت العرائس الجدد اللواتي تزوجن خلال العام، حيث تلبس العروس كامل زينتها وتأتي النساء والأطفال للاحتفال في بيتها.